# Esporte Clube Espigão
El Esporte Clube Espigão es un equipo de fútbol de Brasil que juega en el Campeonato Rondoniense, la primera división del estado de Rondonia. En 2012 participa por primera vez en la Copa de Brasil, la copa nacional de fútbol y se ubica entre los mejores 200 equipos del país.

## Historia
Fue fundado el 7 de mayo de 2008 en el municipio de Espigao d'Oeste del estado de Rondonia y es el club de fútbol profesional más reciente del estado, participando ese mismo año en la segunda división estatal, en la que consiguió el título y logra el ascenso al Campeonato Rondoniense para la temporada 2009.
En 2011 gana el Campeonato Rondoniense por primera vez. con lo que consigue la clasificación a la Copa de Brasil de 2012, su primera participación en un torneo a escala nacional.
En 2012 es eliminado en la primera ronda de la Copa de Brasil fue eliminado en la primera ronda 1-3 por el Paysandu Sport Club del estado de Pará, y en esa temporada es subcampeón estatal luego de perder la final 4-6 ante el Ji-Paraná Futebol Clube.

## Palmarés
- Campeonato Rondoniense (1): 2011
- Campeonato Rondoniense Second Level (1): 2008

## Jugadores

### Jugadores destacados
- Marquinhos[8]